# Petelia vexillaria
Petelia vexillaria là một loài bướm đêm trong họ Geometridae.